# Совиный козодой Уоллеса
Совиный козодой Уоллеса,  или пятнистый совиный лягушкорот (лат. Aegotheles wallacii) — вид птиц из семейства совиных козодоев. Птицы с тёмно-коричневым оперением со светлыми пятнами сверху и серовато-белым оперением снизу. Птицы обитают в лесах на острове Новая Гвинея как на равнинах, так и в холмистой местности и в горах.
Совиный козодой Уоллеса был описан Джорджем Робертом Греем в 1859 году. Вид назван в честь британского натуралиста Алфреда Рассела Уоллеса (1823—1913). Птицы находятся в близком родстве с горными совиными козодоями (Aegotheles albertisi). Международный союз орнитологов не выделяет подвидов совиного козодоя Уоллеса, а HBW Alive рассматривает три подвида.

## Описание
Небольшие совиные козодои с длиной тела 20—23 см и массой — 46,5—48,5 г у номинативного подвида и 50,5—52 г у подвида Aegotheles wallacii manni. Оперение сверху тёмно-коричневое со светлыми пятнами и кончиками перьев, снизу — серовато-белое с тёмными полосами, на груди тёмно-коричневые пятна. У подвидов Aegotheles wallacii manni и Aegotheles wallacii gigas полуворотник более заметен, чем у номинативного. У единственного известного экземпляра молодой птицы полуворотник выделяется только редкими светлыми отметинами, снизу множество полос. Оперение номинативного подвида имеет разнообразную окраску, однако учёные не выделяют отдельные цветовые морфы. Половой диморфизм отсутствует.
Некоторые учёные выделяют подвид Aegotheles wallacii gigas, отмечая его более крупные размеры и гористую местность, как предпочтительную среду обитания, против равнин для остальных совиных козодоев Уоллеса. Однако другой выделяемый подвид, Aegotheles wallacii manni, расположен между Aegotheles wallacii wallacii и Aegotheles wallacii gigas как по размеру, так и по занимаемым высотам.
Как и остальные представители семейства, ведут преимущественно ночной образ жизни. Вокализация совиных козодоев Уоллеса изучена слабо, в 2016 году стали известны позывки, записанные на равнинах в южной и северной части острова Новая Гвинея. Известной позывкой является двойной свист, сначала возрастающий, а потом — убывающий, часто напоминающий трель. Вторая часть позывки не всегда исполняется.

## Распространение
Совиные козодои Уоллеса обитают в лесах на равнинах, в холмистой местности на острове Новая Гвинея, иногда залетают в сады. Птицы встречаются на островах Ару, полуострове Чендравасих, в районе Каримуи (Karimui) в центральной части острова и на притоках реки Элевала (Elevala River). Площадь ареала составляет 595 000 км² и включает территорию таких стран как Индонезия и Папуа — Новая Гвинея. Высота над уровнем моря может достигать 1540 метров. Для номинативного подвида она обычно составляет до 1125 м, для подвида Aegotheles wallacii gigas — 1200—1540 м, Aegotheles wallacii manni — 985—1110 м. Ведут оседлый образ жизни.
Международный союз охраны природы относит птиц к видам под наименьшей угрозой. Учёные считают, что из-за продолжающейся вырубки леса численность вида постепенно снижается. Противоположные выводы делают специалисты HBW Alive. Они полагают, что несмотря на то, что птицы редки на всём ареале, из-за довольно обширных районов с подходящей средой обитания для всех трёх подвидов, маловероятно, что их количество уменьшается. Вероятно, на численность также оказывают влияние интродуцированные хищные млекопитающие.

## Питание
Совиные козодои являются насекомоядными птицами. Известно, что в рацион совиных козодоев Уоллеса входят жуки, более подробная информация о питании птиц отсутствует.

## Размножение
О размножении совиных козодоев Уоллеса ничего не известно. Обычно представители семейства откладывают яйца в дуплах деревьев. Описания яиц кремового цвета с серыми отметинами скорее всего не относятся к совиным козодоям.

## Систематика
Совиный козодой Уоллеса был впервые описан британским зоологом Джорджем Робертом Греем (1808—1872) в 1859 году на основе экземпляра, полученного близ города Маноквари. Ряд учёных тесно связывают совиных козодоев Уоллеса с горными совиными козодоями (Aegotheles albertisi) и восточными горными совиными козодоями, иногда выделяемым в отдельный вид.
Учёные формируют малых совиных козодоев в отдельную группу внутри семейства. К ней принадлежат австралийские совиные козодои (Aegotheles cristatus), полосатые совиные козодои (Aegotheles bennettii), горные совиные козодои и совиные козодои Уоллеса. Вместе эта группа считается сестринской по отношению к молуккским совиным козодоям (Aegotheles crinifrons).
Международный союз орнитологов не выделяет подвидов совиного козодоя Уоллеса, хотя в некоторых работах помимо номинативного фигурируют другие подвиды. HBW Alive определяет следующие подвиды:
- Aegotheles wallacii wallacii G. R. Gray, 1859 — на полуострове Чендравасих и вдоль северной стороны Центрального хребта; на островах Ару;
- Aegotheles wallacii gigas Rothschild, 1931 — на западе Новой Гвинеи в горах Вейленд (Weyland);
- Aegotheles wallacii manni Diamond, 1969 — на севере Новой Гвинеи в горах Минава (Menawa) и Туру (Turu).